# Аммоний, сын Гермия
Аммо́ний, сын Ге́рмия (др.-греч. Ἀμμώνιος τοῦ Ἑρμίου; лат. Ammonius Hermiae; 440—520) — античный философ-неоплатоник, представитель Александрийской школы неоплатонизма, ученик Прокла Диадоха.
Аммоний Гермий — сын Гермия Александрийского и Эдесии. Гермий Александрийский умер, когда Аммоний был ещё ребёнком; достигнув совершеннолетия, Аммоний, вместе с братом Гелиодором, в сопровождении Эдесии, отправился в Афины заниматься философией у Прокла. Вернувшись в Александрию, Аммоний стал во главе Александрийской школы и преподавал Платона и Аристотеля до конца жизни.
По сообщениям Дамаския, во время нападок христиан на язычников, имевших место во второй половине 480-х, Аммонию пришлось пойти на уступки местным христианским властям, чтобы получить позволение продолжать свои лекции. (Дамаский, который за это Аммония осуждает, тем не менее, не сообщает, на какие именно уступки Аммонию пришлось идти.) По сообщениям Олимпиодора Младшего известно, что Аммоний таким образом продолжал преподавание до 515.
Аммоний также занимался астрономией; читал лекции по Птолемею и написал трактат об использовании астролябии.
Известные ученики Аммония — Асклепий Тралльский, Дамаский, Олимпиодор Младший, Симпликий, Иоанн Филопон.

## Сочинения
От многочисленных сочинений Аммония сохранились только комментарии к «Об истолковании» Аристотеля. Аммонию спорно приписывается комментарий к «Введению» Порфирия. Сохранились записи лекций Аммония по Аристотелю:
- по «Категориям» (анонимн.)
- по «Аналитикам Первым» (анонимн.)
- по «Метафизике», кн. I—IV (Асклепий Тралльский)
- по «Введению в арифметику» (Асклепий Тралльский)
- по «Аналитикам Первым» (Иоанн Филопон)
- по «Аналитикам Вторым» (Иоанн Филопон)
- по «О возникновении и уничтожении» (Иоанн Филопон)
- По «О душе» (Иоанн Филопон)